# Lake Nuga Nuga
Der Lake Nuga Nuga ist ein See im Osten des australischen Bundesstaates Queensland. 
Der See liegt am Mittellauf des Brown River. An seinem Nordufer befindet sich der Nuga-Nuga-Nationalpark, gleich neben der Siedlung Warmilla. Südlich des Sees verläuft die Carnarvon Range, in der der Brown River entspringt. Dort liegt auch die Siedlung Arcadia.
Die Stadt Roma befindet sich ca. 175 km südlich des Sees, die Stadt Emerald ca. 170 km nordnordwestlich.